# Allmänna opinionens organ
Allmänna opinionens organ var en politisk tidning, utgiven av protokoll sekreteraren Adolf Regnér. I tidningen medverkade även  C. A. Grevesmöhlen. Tidningen gavs ut  med 32 nummer från den 4 juli till den 6 oktober 1810 i Stockholm och trycktes av  C. Delén med frakturstil. Tidningen publicerades med 2 nummer per vecka onsdag och lördag med 4 sidor i kvartoformat.

## Historik
Tidningens avsikt  synes närmast ha  varit  att i förmildrande ordalag framställa illdådet med Fersens mord den 20 juni 1810 (Källa: Ljunggren, Svenska Vitterhetens Häfder del 4: sidan 137 följande och texten om Carl August Grevesmöhlen i Biograftiskt Lexikon, Ny Följd del 8 sidan 367.
På grund av den i nr 2 o. 3 av Allmänna Opinionens Organ införda artikeln Reflexioner i anledning af de oroligheter, som föreföllo i Hufvudstaden d. 20 i förledne månad, blev boktryckaren Delén på justitiekanslerns befallning åtalad samt slutligen den 4 december 1810 dömd att böta 800 riksdaler banko för det han tryckt berörda nummer, hvilken dom av kunglig majestät den 27 juli 1812 stadfästes. Boktryckaren Delén instämde den 25 februari 1814 protokoll sekreteraren Adolf Regnér, vilken författat de åtalade artiklarna, men vars förseglade namnsedel ej  öppnats, då brottet ej varit av urbota beskaffenhet, med yrkande, att han skulle åläggas ersätta honom ej blott böterna, 800 riksdaler utan också vad han i  härigenom förlorat. Regnér blev av kämnarsrätten 20 april 1814 ålagd att betala till Delén 800 riksdaler, men av rådhusrätten samma år den 20 oktober befriad. Rättegångshandlingarna härom äro tryckta dels av Delén, dels av Régner:

## Allmänna Opinionens Organ fick flera följdskrifter
- Till Utgifvarne af Dagbladet: Allmänna Opinionens Organ. Stockholm, Marquardska Tryckeriet, 1810. 4:o, 3 onumrerade sidor.
- Några Reflexioner i anledning af de oroligheter, som förefallit i Hufvudstaden den 20 förledne Månad, införde i Bladet Allmänna Opinionens Organ; Stälda till Utgifvaren deraf. Stockholm 1810. 4:o, 8 s.
- Några Reflexioner öfver Reflexionerna i anledning af de oroligheter, som förefallit i Hufvudstaden den 20 i förledne månad, införda i Bladet: Allmänna Opinionens Organ; Ställda till Utgifvaren deraf. Stockholm, P. Sohm, 1810, 4:o, 4 opag. s. [Aftryck ur Journal för Litt. o. Theatern 1810: 159 (11/7).]
- Swar till Herrar Utgifware af Allmänna Opinionens Organ af Författaren till Reflexionerna i Journal för Litteratur och Theater N:o 159, hvilka åtföljt Dagligt Allehanda, N:o 161. Stockholm, Tryckt hos P. Sohm, 1810. 4:o, 4 opag. s.
- Ströskrift utan Prenumeration 1810: 1-4 och 1811: 5. Stockholm, nr 1, 8, 4 tryckta hos Olof Grahn 1810 och nr 5 1811 samt nr 2 i Örebro hos N. M. Lindh 1811. Pr. De kom ut på obestämda tider, nr 8 var på  16 s. 4:o (16,8 x 13,1), alla riktade emot Allmänna Opinionens Organ. Nr 1 annonseras i Stockholms-Posten 20 augusti 1810 för 4 sk. bko och nr 5 därstädesden 6  april  1811 för 4 sk. bko.
- Såsom bihang till Allmänna Opinionens Organ utkom dessutom Hammarskolas under nr 884 nämnda: »Anmärkningar vid Recensionerna öfver Läsning i Hwarjehanda». Sthlm 1810.[8][9]